# Abbath (együttes)
Az Abbath egy 2015-ben alapított norvég black metal zenekar, amelyet az Immortal zenekar egyik alapító tagja, Abbath Doom Occulta hozott létre, miután 25 év után kivált a zenekarából. A zenekar első lemezét 2016-ban adta ki a Season of Mist kiadó.

## Története
Az Immortalban létrejött jogi vita után Abbath Doom Occulta kivált a zenekarból, 2015 áprilisára pedig az Abbath projekt felállása is rögzült, King ov Hell és Creature társaságában. Koncerttagként a Vredehammer zenekar gitáros-énekese, Per Valla került be. Abban az évben még a zenekar egy stúdióban elkezdte a munkálatokat a debütáló nagylemezhez. Első fellépésük a Tuska Open Air fesztiválon volt, ahol Immortal- és I-dalok mellett már egy saját szerzeményt, a „Fenrir Hunts” című számot is előadták. 2015. november 10-én nyilvánosságra került az első album megjelenési dátuma. December 12-én Creature, három nappal később pedig Per Valla is kilépett a zenekarból. Az első, debütáló nagylemez, az Abbath 2016. január 22-én jelent meg.
2018. július 11-én King Ov Hell kilépett a zenekarból, mert ellentmondásos nézetei voltak az új album szövegvilágáról, nem sokkal később Emil Wiksten is elhagyta a zenekart.
2019. március 14-én bejelentették hogy a második albumuk az Outstrider 2019. július 5-én jelenik meg, immár bővült tagokkal, Ukri Suvihelto dobossal, Ole Andre Frastad "Raud" gitárossal, és Mia "Winter" Wallace basszusgitárossal.
2019. november 25-én Abbath bejelentette, hogy elvonóra megy alkoholizmusa miatt egy félresikerült koncertet követően ami Argentínában, a Buenos Aires-ben történt meg. Azon a napon Abbath körülbelül 2 üveg whisky-t ivott, és elkezdte szidni a taxisofőrüket amiért az bekapcsolta a rádiót. Közvetlen a koncert előtt heves vitába szállt a gitárosával Ole-val aki a történtek után nem volt hajlandó színpadra lépni. A zenekar ezután kénytelen volt hármasban fellépni az alapból két órát csúszott koncerten. Alig három számot tudtak csak eljátszani, mert Abbath folyamatosan félbeszakította a zenélést. A koncert azzal ért véget, hogy Abbath bedobta a gitárját a közönségbe, és utánaugrott, majd a koncertet megszakították, Abbathot felvitték a hotelszobájába, és ezzel véget is ért. A felbőszült tömeg ezután egy órán keresztül háborgott, olyannyira hogy a rendőröknek kellett beavatkozni. Abbath ezután jelentette be hogy elvonóra megy, és lefújta a turnét. Abbath azóta teljesen leszokott, elmondása szerint 20 évvel fiatalabbnak érzi magát.
2020. január 28-án megváltak Mia Wallace basszusgitárostól, akit telefonon értesítettek a leváltásáról. Helyére Rusty Cornell basszusgitáros került, aki azelőtt már turnézott a zenekarral. Mia Wallace ezután a Nervosa basszusgitárosa lett.
2021. február 4-én a zenekar közzétette az első videókat, és képeket az új album stúdiómunkálatairól. Nem sokkal később pedig bejelentették hogy újra csatlakozik hozzájuk Mia Wallace basszusgitáros, de a stúdiófelvételeket már elkezdték, így az album egy részén Abbath basszusgitározik. 2022. január 12-én jelentették be hogy az új album neve "Dread Reaver" lesz, és közzétették a "Dream Cull" nevű kislemezt, és a hozzákészült videóklipet is, majd február 4-én kiadták a címadó dal kislemezét a "Dread Reaver"-t,  március 1-én pedig a "The Book Of Breath" című kislemezüket is.
2022. március 25-én megjelent a Dread Reaver című harmadik nagylemezük.

## Tagok

### Jelenlegi tagok
- Abbath Doom Occulta – ének, gitár (2015–)
- Ole Andre Frastad "Raud" - gitár (2016-)
- Mia Winter Wallace - basszusgitár (2019-2020, 2021-)
- Ukri Suvilehto - dob (2018-)

### Korábbi tagok
- Creature – dob (2015-2016)
- King Ov Hell - basszusgitár (2015-2018)
- Silmaeth - ritmusgitár (2016-2018)
- Emil Wiksten - dob (2016-2018)

### Koncerttagok
- Per Valla – szólógitár (2015)
- Gabe Seeber – dob (2015)
- Dan Gargiulo - ritmusgitár (2016)
- Rusty Cornell - basszusgitár (2016, 2018-2019, 2020-2021)

## Diszkográfia

### Nagylemezek
- Abbath (2016)
- Outstrider (2019)
- Dread Reaver (2022)

### Kislemezek
- „Count The Dead” (2015)
- „Harvest Pyre” (2019)
- „Calm In Ire (Of Hurricane)” (2019)
- „Outstrider” (2019)
- „Dream Cull” (2022)
- „Dread Reaver” (2022)
- „The Book Of Breath” (2022)